# Palabra de moda

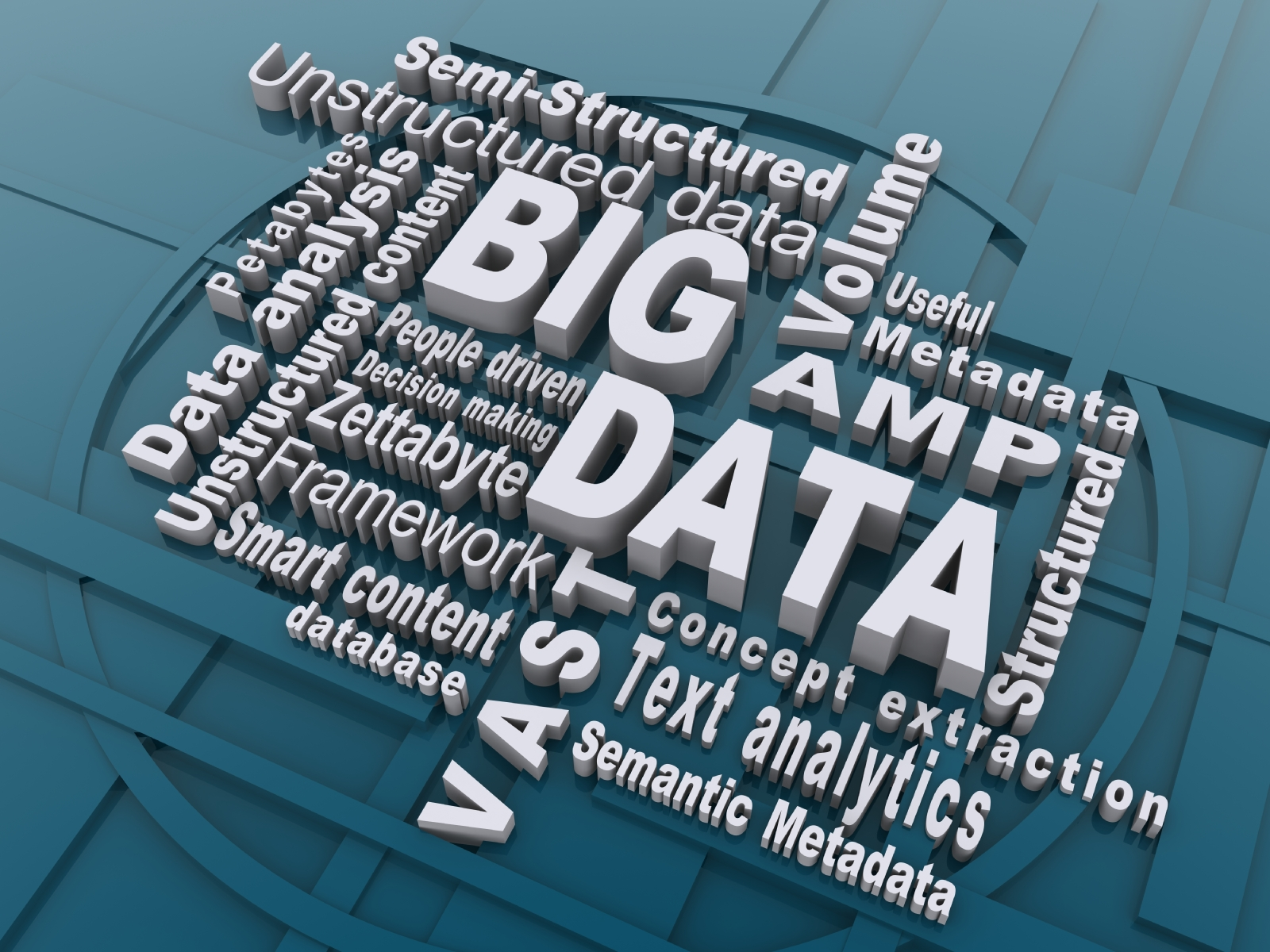
Una nube de palabras de moda relacionadas con big data

Una palabra de moda es una palabra o frase, nueva o ya existente, que se vuelve popular durante un período de tiempo. Las palabras de moda a menudo se derivan de términos técnicos, pero a menudo se les elimina gran parte del significado técnico original debido al uso de moda, y se usan simplemente para impresionar a los demás. Algunas "palabras de moda" conservan su verdadero significado técnico cuando se usan en los contextos correctos, por ejemplo, inteligencia artificial. Las palabras de moda a menudo se originan en jerga, acrónimos o neologismos. Ejemplos de palabras de moda en los negocios con exceso de trabajo incluyen sinergia, vertical, dinámica, cibernética y estrategia.
Se ha dicho que las empresas no podrían funcionar sin palabras de moda, ya que son abreviaturas o atajos internos que tienen perfecto sentido para las personas informadas del contexto. Sin embargo, una palabra de moda útil puede convertirse en parte del discurso popular general y perder su utilidad. Según el profesor de gestión Robert Kreitner, "las palabras de moda son el equivalente literario de la ley de Gresham. Expulsarán las buenas ideas". Las palabras de moda o frases de moda como "todos en la misma página" también pueden verse en los negocios como una forma de hacer que las personas sientan que existe un entendimiento mutuo. 
Como la mayoría de los lugares de trabajo utilizan una jerga especializada, que podría argumentarse que es otra forma de palabras de moda, permite una comunicación más rápida. De hecho, muchos nuevos empleados se sienten más "parte del equipo" cuanto más rápido aprenden las palabras de moda de su nuevo lugar de trabajo. Las palabras de moda impregnan tanto la vida laboral de las personas que muchos no se dan cuenta de que las están utilizando. El vicepresidente de CSC Index, Rich DeVane, señala que las palabras de moda describen no sólo una tendencia, sino también lo que se puede considerar un "boleto de entrada" con respecto a ser considerada una organización exitosa: "Lo que a la gente le resulta aburrido es el trabajo de cada consultora. Intentan darle un giro diferente".
Las palabras de moda también ocupan un lugar destacado en la política, donde pueden dar lugar a un proceso que "privilegia la retórica sobre la realidad, produciendo políticas que se 'operacionalizan' primero y sólo se 'conceptualizan' en una fecha posterior". El discurso político resultante es conocido por "evitar el debate razonado (caracterizado por el uso de pruebas y argumentos estructurados), y en lugar de ello emplea el lenguaje exclusivamente con fines de control y manipulación".